# Haplochromis pellegrini
Haplochromis pellegrini är en fiskart som beskrevs av Regan 1922. Haplochromis pellegrini ingår i släktet Haplochromis och familjen Cichlidae. IUCN kategoriserar arten globalt som otillräckligt studerad. Inga underarter finns listade i Catalogue of Life.